# Murnauer Horváth-Tage

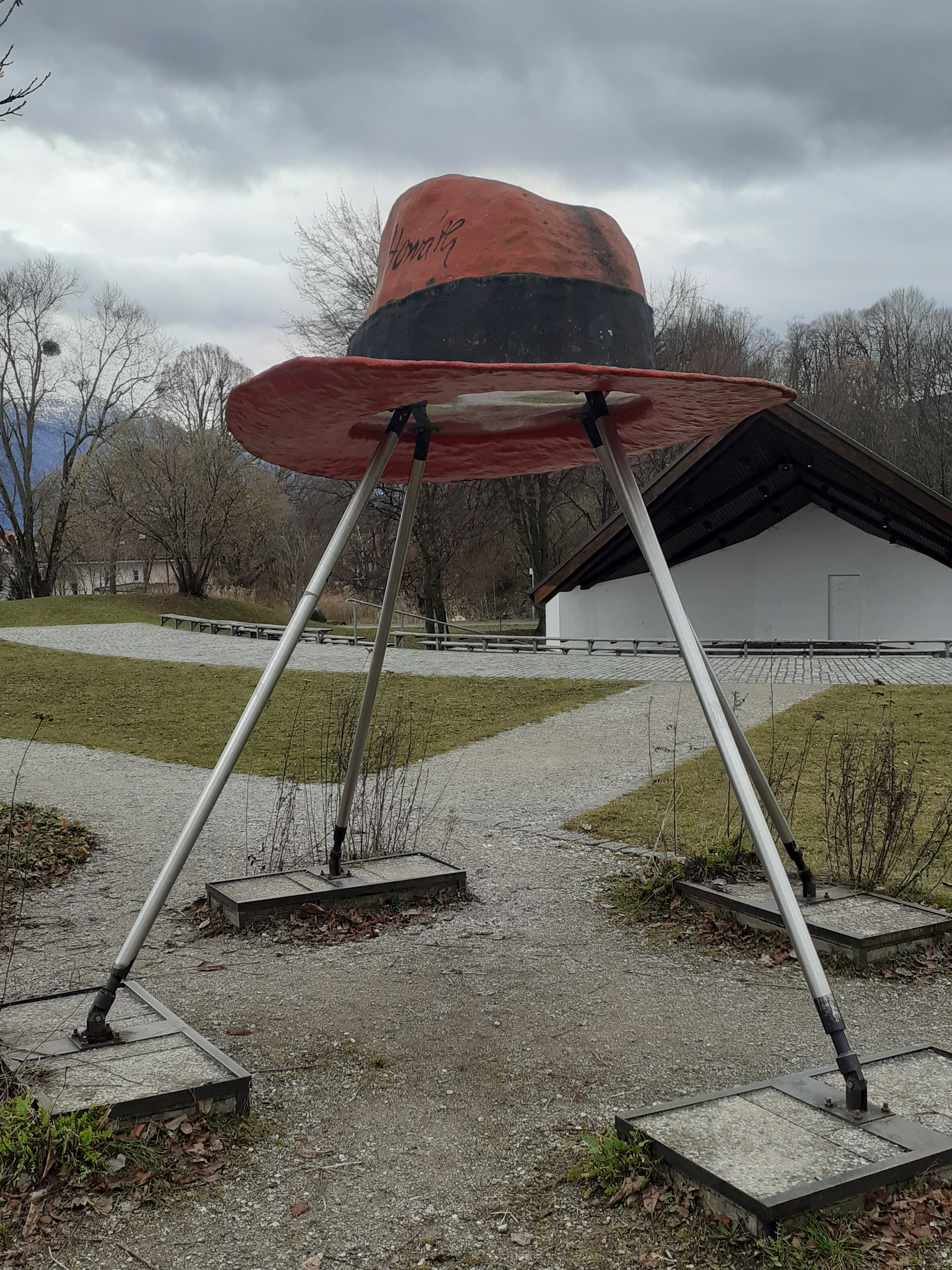
Horváth-Hut im Kurpark Murnau

Die Murnauer Horváth-Tage sind ein seit 1998 alle drei Jahre stattfindendes Kulturfestival zu Ehren des Schriftstellers Ödön von Horváth. Er lebte und arbeitete von 1924 bis 1933 in Murnau am Staffelsee (Oberbayern). Die meist rund achttägige Veranstaltungsreihe unter der Gesamtleitung von Gabi Rudnicki (1. Vorsitzende der Ödön-von-Horváth-Gesellschaft) vereint die Aktivitäten von regionalen, nationalen und internationalen Künstlern und Theatergruppen, international besetzten wissenschaftlichen Murnauer Horváth-Gesprächen und eigens für die Horváth-Tage beauftragten Theaterinszenierungen. Zu den prominenten Mitwirkenden der letzten Jahre zählen unter anderem Angela Hundsdorfer, Veronika von Quast, Birgit Minichmayr, Michael Grimm, Henry Arnold, Christoph Süß, Gerhard Polt oder Sebastian Bezzel. Künstlerischer Leiter ist seit 1998 der Autor und Regisseur Georg Büttel (2. Vorsitzender der Ödön-von-Horváth-Gesellschaft). Seit 2013 wird im Rahmen der Murnauer Horváth-Tage der Ödön-von-Horváth-Preis verliehen.

## Horváth-Hut
Die Skulptur Horváth-Hut im Kurpark von Murnau am Staffelsee wurde 2001 während der Murnauer Horváth-Tage zum 100. Geburtstag des Schriftstellers aufgestellt. Bei Konzept und Ausführung waren Pe Hebeisen-Unruh, Fabian von Streit und Thomas Bruner beteiligt. Unter diesem Hut gründete sich 2003 die Ödön-von-Horváth-Gesellschaft.

## Ödön-von-Horváth-Preis
Seit 2013 verleiht die Ödön-von-Horváth-Stiftung auf Vorschlag von und in Zusammenarbeit mit der Ödön-von-Horváth-Gesellschaft im Rahmen des Festivals den Ödön-von-Horváth-Preis an Persönlichkeiten, die auf künstlerischem oder wissenschaftlichem Sektor durch ihre Tätigkeit zur Verbreitung und zeitgenössischen Umsetzung von Horváths Werk maßgeblich beitragen oder beigetragen haben.
Preisträger/Preisträgerinnen:
- Felix Mitterer[3] (2013)
- Edgar Reitz[4] (2016)
- Josef Hader (2019)[5][6]
- Christopher Hampton[7] (2022)
- Ingrid Lausund[8] (2025)

Förderpreisträger/Förderpreisträgerinnen:
- Ben von Grafenstein[9] (2013)
- Gesche Piening[10] (2016)
- Eva Trobisch[11] (2019)
- Christina Gegenbauer[7] (2022)
- Milena Aboyan[12] (2025)